# Miro écarlate
Petroica multicolor
Espèce
Statut de conservation UICN

 EN  : En danger
Le Miro écarlate (Petroica multicolor) est une espèce de passereaux de la famille des Petroicidae originaire d'Australasie (île Norfolk, Mélanésie et Polynésie). Il ressemble au Miro boodang et jusqu'à récemment, les deux espèces ont été considérées comme conspécifiques jusqu'à leur éclatement en 1999 par Schodde et Mason. Cette espèce est actuellement constituée de 14 sous-espèces. Celles-ci affichent des variations considérables en plumage, préférences alimentaires et habitat.

## Description
C'est un petit passereau, de 11,5 à 13,5 cm de long et pesant de 9 à 11 g. Sur la majeure partie de son aire de distribution c'est la plus petite espèce d'oiseau. Le plumage des mâles et des femelles est dissemblable et l'étendue des couleurs varie en fonction de la sous-espèce. Le mâle de sous-espèce nominale a la tête noire avec le front blanc, le dos et la queue noires, les ailes sont également noires avec une barre blanche. La poitrine et le ventre sont rouges, le bas-ventre et le croupion sont blancs. La femelle n'a ni le front blanc ni la barre blanche sur les ailes et le plumage noir du mâle est remplacé par des plumes brun foncé. La poitrine est d'un rouge plus terne que celle du mâle, est plus brune sur les côtés et le blanc sur la croupe est également plus petit. Les deux sexes ont les pattes et le bec noir. Parmi les sous-espèces, certains mâles ont le plumage qui se rapproche davantage de celui des femelles comme P. m. femenina du centre du Vanuatu, alors que chez d'autres la femelle ressemble davantage au mâle. Les mâles de P. m. polymorpha de Makira dans les îles Salomon ont deux sortes de plumage, dont une sans blanc sur le front, mais une tête entièrement rousse. Pour une liste complète des différences de plumages des sous-espèces voir ci-dessous.

## Distribution et habitat
Il habite les îles du sud-ouest du Pacifique. On le trouve depuis l'île de Bougainville en Papouasie-Nouvelle-Guinée en passant par les îles Salomon et le Vanuatu jusqu'à l'île Norfolk (bien que l'espèce soit absente de Nouvelle-Calédonie) et à l'est jusqu'aux Fidji et aux Samoa. Sur l'ensemble de ce territoire, les espèces sont sédentaires même s'il peut y avoir quelques petits mouvements localisés d'oiseaux pendant les saisons de reproduction. Un fossile trouvé sur les îles de Ha'apai aux Tonga montre que cette espèce a vécu dans l'archipel, mais elle y est maintenant éteinte.

## Alimentation
Les insectes, les araignées et les pseudoscorpions constituent la majorité de leur alimentation. Ils se nourrissent généralement dans les parties basses de la forêt mais ils montent dans la canopée de temps en temps. Ils se joignent à d'autres espèces pour se nourrir en bandes. Ils peuvent attraper leurs proies au vol, en fourrageant, en sautillant et en bondissant, des populations différentes ayant des méthodes différentes.

## Reproduction

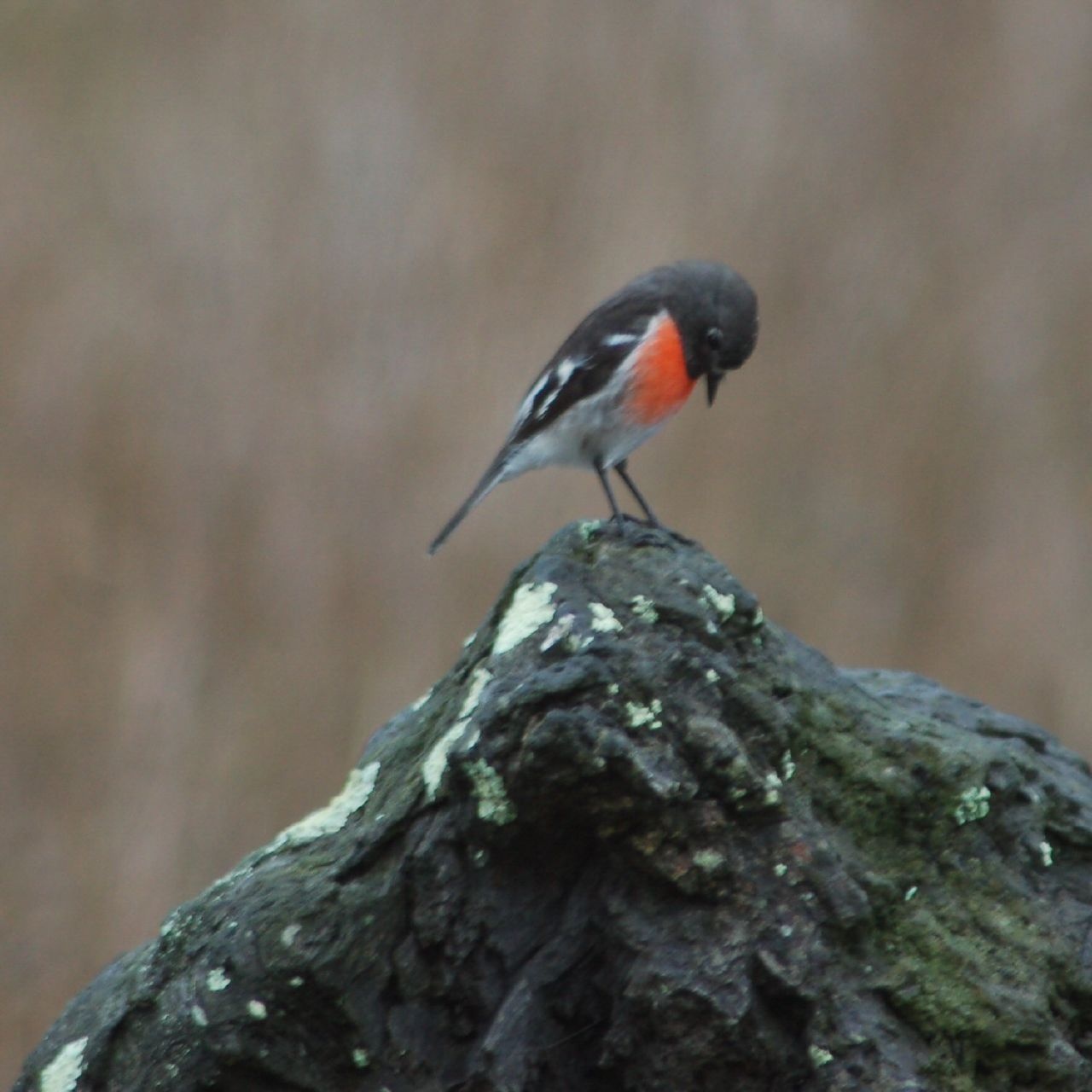
Petroica multicolor

C'est un nicheur saisonnier, même si le calendrier de la saison de reproduction varie à travers son territoire. Les informations sur ces calendriers sont inégales ou inexistantes pour de nombreuses îles. Sur l'île Norfolk la saison de reproduction va de septembre à décembre, et au Vanuatu d'octobre à janvier. On a vu des parents avec des jeunes à la mi-août aux îles Salomon et de juin à septembre aux Samoas. L'espèce construit un nid compact en forme de coupe fait de fibres végétales et de toiles d'araignées. L'extérieur du nid est décoré avec de la mousse et des lichens et peut donc facilement passer inaperçu. Le nid est généralement posé dans une fourchette ou une souche sur une branche d'arbre, ou sur une branche horizontale.
Entre deux et quatre œufs sont pondus à chaque couvaison, deux étant la taille de la couvée typiques de l'île Norfolk, et deux à trois étant typique aux îles Fidji. Les œufs sont gris terne ou verdâtre et sont couvés par la femelle. Les nids sont parastisés par le Coucou à éventail où les deux espèces coexistent.

## Sous-espèces
Selon Alan P. Peterson, cet oiseau est représenté par quatorze sous-espèces :
- Petroica multicolor ambrynensis Sharpe 1900 ;
- Petroica multicolor becki Mayr 1934 ;
- Petroica multicolor cognata Mayr 1938 ;
- Petroica multicolor dennisi Cain & Galbraith, 1955 ;
- Petroica multicolor feminina Mayr 1934 ;
- Petroica multicolor kleinschmidti Finsch 1876 ;
- Petroica multicolor kulambangrae Mayr 1934 ;
- Petroica multicolor multicolor (Gmelin, 1789) ;
- Petroica multicolor polymorpha Mayr 1934 ;
- Petroica multicolor pusilla Peale 1848 :
- Petroica multicolor septentrionalis Mayr 1934 ;
- Petroica multicolor similis Gray, 1860 ;
- Petroica multicolor soror Mayr 1934 ;
- Petroica multicolor taveunensis Holyoak 1979.